# Zhongbao, Hubei
Zhongbao (kinesiska: 忠堡镇) är en köping i Kina. Den ligger i provinsen Hubei, i den centrala delen av landet, omkring 490 kilometer väster om provinshuvudstaden Wuhan. Antalet invånare är 10804. Befolkningen består av 5 270 kvinnor och 5 534 män. Barn under 15 år utgör 20,0 %, vuxna 15-64 år 64 %, och äldre över 65 år 14,0 %.
Genomsnittlig årsnederbörd är 1 647 millimeter. Den regnigaste månaden är september, med i genomsnitt 269 mm nederbörd, och den torraste är december, med 17 mm nederbörd.